# Vidbir 2019
La quarta edizione del Vidbir si è tenuta il 9, il 16 e il 23 febbraio 2019, ed avrebbe dovuto selezionare il rappresentante dell'Ucraina all'Eurovision Song Contest 2019 di Tel Aviv.
L'edizione è stata vinta da Maruv con Siren Song, tuttavia la cantante non ha rappresentato il paese all'Eurovision Song Contest.

## Organizzazione
Come le precedenti tre edizioni, il Vidbir è stato organizzato dalla Nacional'na Telekompanija Ukraïny (UA:PBC) e dall'emittente privata STB.
La giuria che ha assegnato parte dei punteggi è stata composta da Jamala, Andrij Danylko e Yevhen Filatov.
Organizzato per selezionare il rappresentante dell'Ucraina all'Eurovision Song Contest 2019, in seguito alle controversie sviluppatesi tra la vincitrice e l'emittente radiotelevisiva pubblica.

## Partecipanti
Inizialmente selezionata a partecipare, Tayanna seconda classificata nella seconda e terza edizione, ha successivamente rinunciato  ed è stata sostituita da Maruv con Siren Song.
| Artista                 | Titolo            | Lingua  | Compositori                                                                                      |
| ----------------------- | ----------------- | ------- | ------------------------------------------------------------------------------------------------ |
| Anna Maria              | My Road           | Inglese | Anna Opanasjuk, Maria Opanasjuk                                                                  |
| Bahroma                 | Nazavždy-navsehda | Ucraino | Roman Bacharjev                                                                                  |
| Braii                   | Maybe             | Inglese | Oksana Bryzgalova, Oleksandr Kryvošejev                                                          |
| Brunettes Shoot Blondes | Houston           | Inglese | Andrij Koval'ov                                                                                  |
| CeŠo                    | Hate              | Inglese | CeŠo                                                                                             |
| Freedom Jazz            | Cupidon           | Inglese | Oleksandra Žurba                                                                                 |
| Ivan Navi               | All for the Love  | Inglese | Ivan Sjarkevyč                                                                                   |
| Kazka                   | Apart             | Inglese | Jevgen Matjušenko, Ruslan Achrimenko                                                             |
| Khayat                  | Ever              | Inglese | Andrij Chajat                                                                                    |
| Kira Mazur              | Dychaty           | Ucraino | Olena Mazur                                                                                      |
| Laud                    | 2 dni             | Ucraino | Ivan Klemenko, Stanislav Čornyj                                                                  |
| Letay                   | Myla moja         | Ucraino | Illja Rjeznikov                                                                                  |
| Maruv                   | Siren Song        | Inglese | Hanna Korsun                                                                                     |
| The Hypnotunez          | Hey               | Inglese | Gera Luïdze, Jurij Bikbajev, Tymur Achtamov, Sergij Suzdal'cev, Anton Gnatenko, Volodimir Linnyk |
| Tayanna                 | Oči               | Ucraino | Tetjana Rešetnjak, Vitaliy Telezin                                                               |
| Vira Kekelija           | Wow!              | Inglese | Roman Duda, Vira Kekelija                                                                        |
| Yuko                    | Halyna huljala    | Ucraino | Stanislav Korol'ov, Julija Jurina                                                                |

## Semifinali

### Prima semifinale
| # | Artista                 | Titolo            | Punteggio | Punteggio | Punteggio | Posizione |
| # | Artista                 | Titolo            | Giuria    | Televoto  | Totale    | Posizione |
| - | ----------------------- | ----------------- | --------- | --------- | --------- | --------- |
| 1 | The Hypnotunes          | Hey               | 1         | 1         | 2         | 8         |
| 2 | Letay                   | Myla moja         | 2         | 3         | 5         | 7         |
| 3 | Vera Kekelija           | Wow!              | 4         | 2         | 6         | 6         |
| 4 | CeŠo                    | Hate              | 5         | 6         | 11        | 4         |
| 5 | Yuko                    | Halyna huljala    | 8         | 5         | 13        | 3         |
| 6 | Maruv                   | Siren Song        | 6         | 8         | 14        | 1         |
| 7 | Brunettes Shoot Blondes | Houston           | 7         | 7         | 14        | 2         |
| 8 | Bahroma                 | Nazavždy-navsehda | 3         | 4         | 7         | 5         |

### Seconda semifinale
| # | Artista      | Titolo           | Punteggio | Punteggio | Punteggio | Posizione |
| # | Artista      | Titolo           | Giuria    | Televoto  | Totale    | Posizione |
| - | ------------ | ---------------- | --------- | --------- | --------- | --------- |
| 1 | Ivan Navi    | All for the Love | 4         | 4         | 8         | 6         |
| 2 | Anna Maria   | My Road          | 5         | 7         | 12        | 2         |
| 3 | Kazka        | Apart            | 7         | 5         | 12        | 3         |
| 4 | Kira Mazur   | Dychaty          | 1         | 1         | 2         | 8         |
| 5 | Laud         | 2 dni            | 6         | 3         | 9         | 4         |
| 6 | Khayat       | Ever             | 2         | 6         | 8         | 5         |
| 7 | Braii        | Maybe            | 3         | 2         | 5         | 7         |
| 8 | Freedom Jazz | Cupidon          | 8         | 8         | 16        | 1         |

## Finale
La finale si è tenuta il 23 febbraio 2019 ed ha visto competere i 6 cantanti qualificati nelle due semifinali.
Bilal Hassani, rappresentante francese nel 2019, si è esibito come ospite con la sua Roi.
| # | Artista                 | Titolo         | Punteggio | Punteggio | Punteggio | Posizione |
| # | Artista                 | Titolo         | Giuria    | Televoto  | Totale    | Posizione |
| - | ----------------------- | -------------- | --------- | --------- | --------- | --------- |
| 1 | Freedom Jazz            | Cupidon        | 6         | 4         | 10        | 2         |
| 2 | Yuko                    | Halyna huljala | 4         | 1         | 5         | 5         |
| 3 | Maruv                   | Siren Song     | 5         | 6         | 11        | 1         |
| 4 | Brunettes Shoot Blondes | Houston        | 2         | 3         | 5         | 4         |
| 5 | Kazka                   | Apart          | 3         | 5         | 8         | 3         |
| 6 | Anna Maria              | My Road        | 1         | 2         | 3         | 6         |

## All'Eurovision Song Contest

### Selezione dell'artista
Come da regolamento l'emittente radiotelevisiva ha il diritto e il dovere di verificare che il vincitore della selezione nazionale sia idoneo a rappresentare la nazione all'Eurovision Song Contest.
In seguito alla vittoria di Maruv con Siren Song, è stato imposto alla cantante di cancellare le sue apparizioni in Russia, nel mese di aprile, e di sottoscrivere un contratto con l'emittente che le impedisce di improvvisare e parlare con i giornalisti senza il permesso di UA:PBC e di soddisfare ogni richiesta del membro UER; la pena per la violazione di una clausola era una multa di 2 milioni di grivnie. Inoltre l'emittente non avrebbe coperto le spese del viaggio per Tel Aviv.
Il 25 febbraio sia Maruv che UA:PBC rivelano che la cantante non avrebbe rappresentato l'ex repubblica sovietica all'Eurovision Song Contest 2019 e perciò l'emittente avrebbe tentato  di selezionare il proprio rappresentante internamente.
Tuttavia, in seguito al rifiuto degli altri finalisti, l'Ucraina ha annunciato il suo ritiro dall'edizione 2019.